# Les Démons de minuit
Pour l’article homonyme, voir Les Démons de minuit (film, 1962).
Singles de Images
Corps à corps
(1987)
Les Démons de minuit est une chanson interprétée par le groupe français Images extrait de l'album L'Album d'Images. Premier single du groupe, sorti en juin 1986 chez Flarenasch, il est un succès en France, où il s'est vendu à plus de 1,5 million d'exemplaires et a été certifié disque de platine. C'est le tube de l'été 1986 ainsi qu'une chanson phare du groupe.
En France, cette chanson, ainsi que Nuit de folie par Début de soirée, resteront présentes dans le contexte des soirées familiales ou de Nouvel An tout au long des années 1990, des années 2000, des années 2010 et des années 2020.

## Contexte et sortie
En 1986, les auteurs-compositeurs du groupe Jean-Louis Pujade et Christophe Després enregistrent la maquette de la chanson sur des paroles en anglais, interprétées par le chanteur Mario Ramsamy, avec qui Jean-Louis Pujade forme le groupe Images. La chanson, inspirée par la musique disco est alors intitulée Love Emotion Tonight. Les membres d'Images essayent pendant quinze jours de trouver une maison de disques à Paris acceptant de signer avec eux, mais sans succès. Le producteur Richard Seff, qui est convaincu par le potentiel de la chanson, a l'idée de faire enregistrer la chanson dans une version française par le groupe et repart pour obtenir un contrat d'une maison de disques avec la maquette francophone. Contrairement à la version anglophone, les maisons de disques s'intéressent à la version francophone. C'est finalement avec Warner Music France que le groupe signe un contrat et sort le 45 tours publié sur le label Flarenasch en juin 1986,. Les Démons de minuit devient ensuite le 45 tours le plus vendu de l'année,,. La même année, le groupe sort également en 45 tours la version anglophone de la chanson, intitulée Love Emotion.
En 1996, la chanson fait l'objet d'un remix dance officiel, Les démons de minuit (remix 96).
En 1999, la chanson est incluse dans un pot-pourri intitulé Jusqu'au bout de la nuit et interprétée avec Émile Wandelmer du groupe Gold, cette version rencontre le succès en France et en Wallonie,.

## Clip vidéo
Le clip vidéo qui accompagne la chanson est également sorti en 1986. Tourné dans l’église de Saint Pierre des Chartreux à Toulouse, il provoque quelque peu le scandale, car il représente un prêtre en proie à la tentation. Il a été condamné par l'Église catholique en 1987 pour non respect des croyances.

## Accueil commercial
Le single sorti à l'été 1986 en France, a été certifié disque de platine et a été la meilleure vente en 1986,, avec 1,5 million d'exemplaires écoulés,. Le titre fait la même année un nouveau record de durée à la première place dans le classement français pendant plus de 13 semaines et devient le tube de l'été de l'année.
Les Démons de minuit est restée pendant près de sept ans la chanson ayant passé le plus de semaines — 13 semaines — à la première place du Top 50 (à égalité avec Viens boire un p'tit coup à la maison de Licence IV de 1987). Ce record a été battu en 1993 par la chanson Dur dur d'être bébé ! de Jordy, qui est restée à la première place pendant 15 semaines.

## Liste des pistes
| 1. | Les Démons de minuit                | 3:54 |
| 2. | Les Démons de minuit (Instrumental) | 3:58 |

| 1. | Les Démons de minuit                | 6:05 |
| 2. | Les Démons de minuit (Instrumental) | 4:25 |

## Crédits
- Mario Ramsamy – chant, guitare
- Jean-Louis Pujade – batterie
- Christophe Després – basse
- Richard Seff – réalisation artistique
- Dominique Thillard – photographie
- Olivier Chaulieu – pochette

Crédits adaptés des notes d'accompagnement,.

## Classements et certifications
| Classement (1986–87)                   | Meilleure position |
| -------------------------------------- | ------------------ |
| Belgique (Flandre Ultratop 50 Singles) | 31                 |
| Belgique (Music & Media)               | 1                  |
| Europe (European Hot 100)              | 20                 |
| France (SNEP)                          | 1                  |
| Québec (Palmarès francophone)          | 47                 |

| Classement (1986)         | Position |
| ------------------------- | -------- |
| Europe (European Hot 100) | 47       |
| France (SNEP)             | 1        |

### Certification et ventes
| Pays          | Certification | Date | Ventes totales |
| ------------- | ------------- | ---- | -------------- |
| France (SNEP) | Platine       | 1986 | 1 500 000      |

## Reprises
La chanson a été reprise par DV8 featuring R. Fame en 2002, et par Soma Riba et DJ Fou en 2005. Cette version s'est classée à la 54e position dans le Top 50.
Le groupe punk de Didier Super, Zeu Discomobile, l'a repris deux fois : en 2001 sur l'album Zeu discomobile Show Maxi Music, puis en 2009 sur l'album La Merde des autres.
Les Enfoirés l'ont aussi repris plusieurs fois : En 2002 (tournée Tous dans le même bateau), chantée par Lorie et Roch Voisine dans le medley La fête; en 2004 (tournée Les Enfoirés dans l'espace) chantée par Hélène Ségara et Natasha St-Pier dans le medley Toulouse, et en 2018 (tournée Musique !), chantée par Christophe Maé, Kendji Girac, Christophe Willem, Michael Youn et Soprano.L'instrumental a été utilisé en version rap renommé sous le titre Devil's Rap de Ramsdy Jay and Gang en 1986, par le rappeur ARBO sur son titre Les Démons de minuit en 2013. Une partie du refrain est interpolé sur le titre Normal interprété par Alonzo et Jul en 2015.
L'auteur-compositeur-interprète belge Saule en fait une reprise plutôt sombre[réf. souhaitée] sur son album Dare-Dare en 2021.
Collectif Métissé la reprend en octobre 2024 avec la participation d'Émile et Images (intitulée Les Démons de minuit (Ki ça ? Ki ça ?).
Julien Doré la reprend sur son album Imposteur en novembre 2024. 
Au fil des années, on observe l'ajout de paroles non officielles qui deviennent populaires, comme « Qui ça ? Qui ça ? », régulièrement entendu dans les reprises populaires en soirée et lors de fêtes, sans que leur origine ne soit précisée.